# Сирино (Вологодская область)
Сирино — деревня в Кичменгско-Городецком районе Вологодской области.
Входит в состав Городецкого сельского поселения (с 1 января 2006 года по 1 апреля 2013 года входила в Трофимовское сельское поселение), с точки зрения административно-территориального деления — в Трофимовский сельсовет.
Расстояние до районного центра Кичменгского Городка по автодороге составляет 61 км. Ближайшие населённые пункты — Заречье, Обакино, Светица, Петраково, Кряж, Селиваново, Подол.
Население по данным переписи 2002 года — 77 человек (41 мужчина, 36 женщин). Всё население — русские.